# الماركسية اللينينية- فكر ماوتسي تونغ
الماركسية اللينينية فكر ماو تسي تونغ : تم اعتماد هذه الصيغة من طرف الحزب الشيوعي الصيني خلال الستينات من القرن الماضي و اخذت بها العديد من الأحزاب الشيوعية الأخرى في لحظة تاريخية برز فيها بوجه خاص الخلاف الأيدلوجي بين الخط الماركسي اللينيني للحزب الشيوعي الصيني والاتحاد السوفييتي وصفت هذه التطورات بالكفاح ضد التحريفية الخروتشوفية و قد تم التخلى عن هذه الصيغة لاحقا من طرف الأحزاب المكونة لحركة الثورة العالمية التي اعتمدت صيغة جديدة في بيان صدر عام 1993 و عنوانه : عاشت الماركسية اللينينية الماوية و تضمن المبررات النظرية من خلال الفكر الماركسي اللينيني التي تفسر هذه الصيغة الجديدة التي تنظر إلى الماوية باعتبارها المرحلة الثالثة في تطور الاشتراكية العلمية، وما زالت العديد من الأحزاب الشيوعية التي أضافت تسمية ماركسي لينيني تتبنى هذا الفكر المناهض للفكر الخورتشوفي ومقررات المؤتمر العشرين للاتحاد السوفييتي 

## الوضع الحالي
كانت التسمية التي تطلق على الأحزاب المتبنية للفكر الماركسي اللينيني بنهج ماو تسي تونغ أنها أحزاب ماوية العديد من هذه الأحزاب رسخت التسمية بعد إقرارها أن الماوية تطور ثالث للماركسية اللينينية والبعض منها مازال يرى أنها ليست تطوراً ثالثاً إلا أنهم ماركسيون لينينيون بحسب أفكار ماو تسي تونغ مثل الحزب الماركسي اللينيني الإيطالي وبعض الأحزاب 

## العلاقة بين الأحزاب
تعتبر العلاقة بين الأحزاب الماوية والأحزاب الماركسية اللينينية فكر ماوتسي تونغ علاقة طبيعية تشوبها بعض الخلافات الأيدلوجية إلا أن هذه الأحزاب تشترك بالكثير من الثوابت الفكرية والمنطلقات النظرية لأنها تدور حول الأساس الفكري للفهم الماركسي اللينيني للرئيس ماو تسي تونغ